# メルセデス・ベンツ・M156エンジン

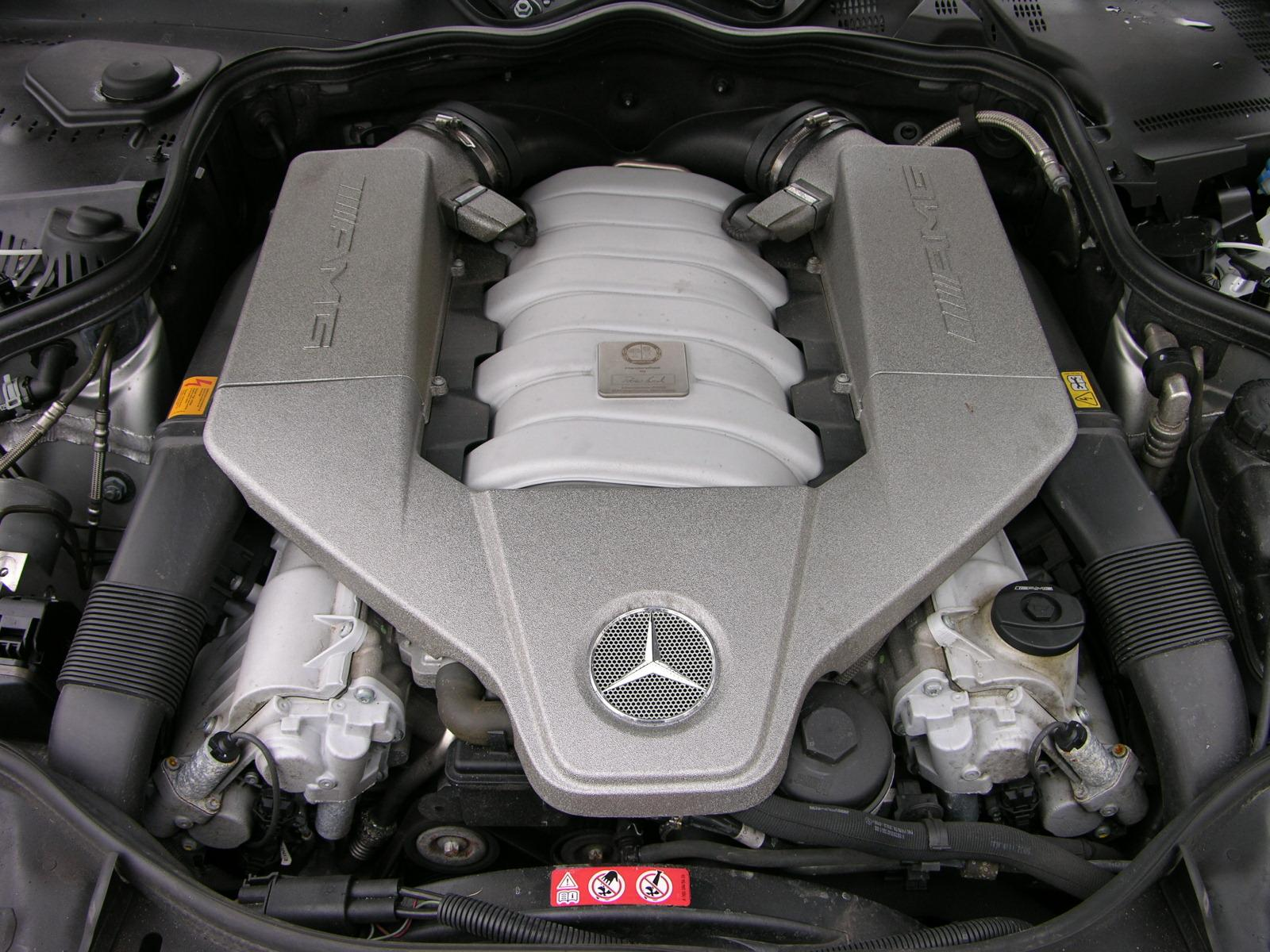
M156

M156は、メルセデス・ベンツのチューニング部門であるAMGのV型8気筒エンジンの系列である。

## 技術情報
2006年、メルセデス・ベンツ・EクラスのE63AMGに最初に搭載された。最終的にメルセデス・ベンツ・SLクラスまで搭載され、メルセデス・ベンツのほとんどの過給型M113エンジンはM156エンジンに置き換えられ、それに伴い 55 AMG 系列は 63 AMG 系列となった。
M156 は 6,208cc の総排気量で、336～386 kW （457～525PS） の最高出力を発生する。カムシャフトは吸排気側ともに位相変化機構が搭載されている。エンジンは1人の技術者により組み立てられ、ヘッドカバーに技術者のサインが入ったプレートが装着される。
2010年、M156 の後継としてツインターボチャージャーを搭載したM157が登場した。排気量のダウンサイジングと過給により、M156より効率的なエンジンとなった。
2011年7月29日、「C63AMG」「C63AMGステーションワゴン」がマイナーチェンジされたと同時に「C63AMGクーペ」がラインナップに加わったが、M157ではなく引き続き M156 が採用された。

### データ
| エンジン型式 | 総排気量 cc | ボア×ストローク mm | 最高出力 kW(PS)/rpm | 最大トルク Nm/rpm | 圧縮比 | エンジンコード | 搭載モデル                     |
| ------------ | ----------- | ------------------ | ------------------- | ----------------- | ------ | -------------- | ------------------------------ |
| M 156 E 63   | 6,208       | 102.2 × 94.6       | 336 (457) / 6,800   | 600 / 5,000       | 11.3   | 156.985        | C63AMG (W204/S204/C204)        |
| M 156 E 63   | 6,208       | 102.2 × 94.6       | 354 (481) / 6,800   | 630 / 5,000       | 11.3   | 156.982        | CLK63AMG(C209/A209)            |
| M 156 E 63   | 6,208       | 102.2 × 94.6       | 373 (507) / 7,200   | 630 / 5,250       | 11.3   | 156.982        | CLK63AMGブラックシリーズ(C209) |
| M 156 E 63   | 6,208       | 102.2 × 94.6       | 375 (510) / 6,800   | 630 / 5,200       | 11.3   | 156.980        | ML63AMG(W164)                  |
| M 156 E 63   | 6,208       | 102.2 × 94.6       | 375 (510) / 6,800   | 630 / 5,200       | 11.3   | 156.980        | R63AMG(W251/V251)              |
| M 156 E 63   | 6,208       | 102.2 × 94.6       | 378 (514) / 6,800   | 630 / 5,200       | 11.3   | 156.983        | CLS63AMG(C219)                 |
| M 156 E 63   | 6,208       | 102.2 × 94.6       | 378 (514) / 6,800   | 630 / 5,200       | 11.3   | 156.983        | E63AMG(W211/S211)              |
| M 156 E 63   | 6,208       | 102.2 × 94.6       | 386 (525) / 6,800   | 630 / 5,200       | 11.3   | 156.984        | CL63AMG(C216)                  |
| M 156 E 63   | 6,208       | 102.2 × 94.6       | 386 (525) / 6,800   | 630 / 5,200       | 11.3   | 156.984        | S63AMG(W221/V221)              |
| M 156 E 63   | 6,208       | 102.2 × 94.6       | 386 (525) / 6,800   | 630 / 5,200       | 11.3   | 156.984        | SL63AMG(R230)                  |
| M 156 E 63   | 6,208       | 102.2 × 94.6       | 386 (525) / 6,800   | 630 / 5,200       | 11.3   | 156.984        | E63AMG(W212/S212)              |

## M159

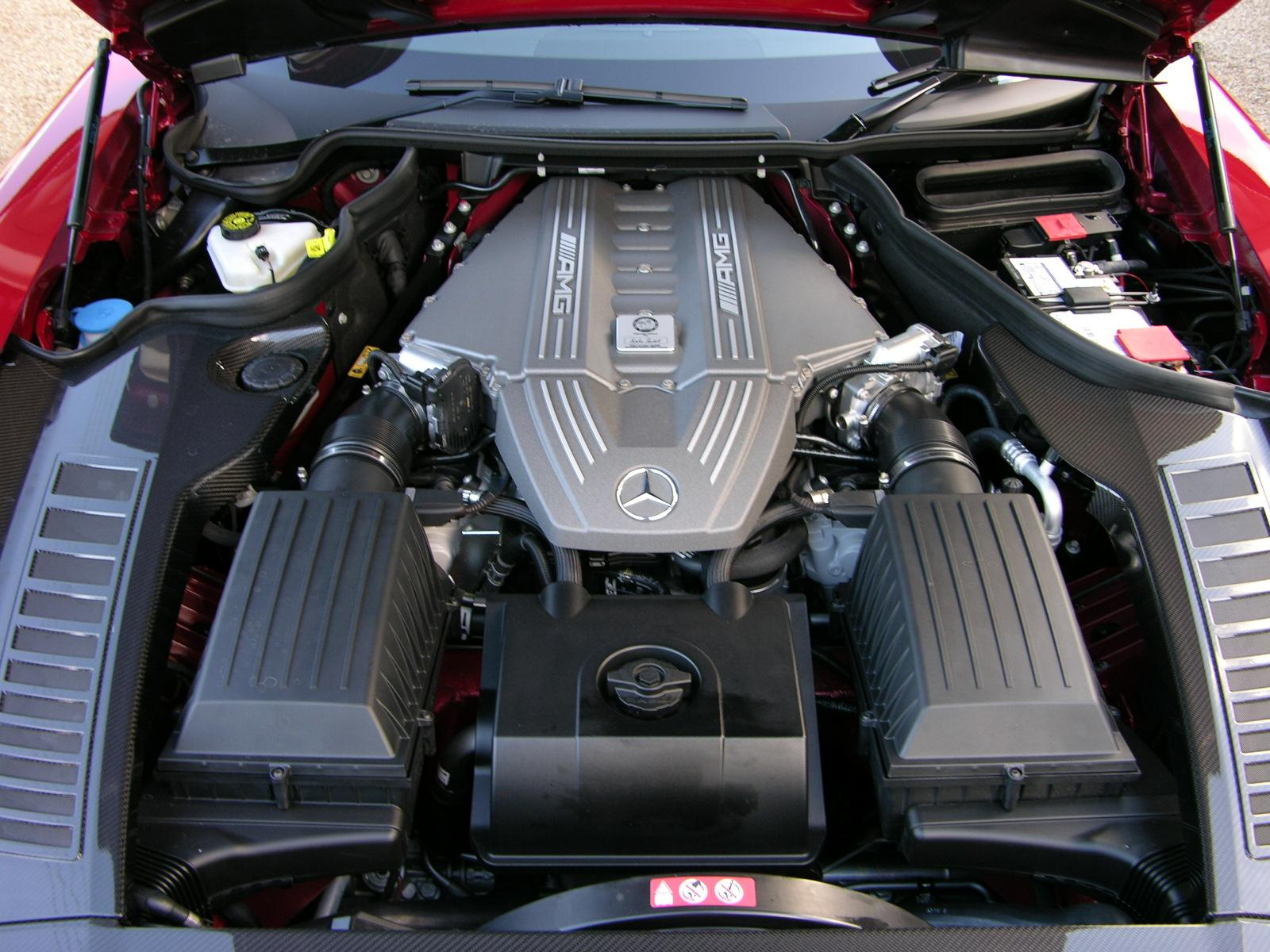
M159

メルセデス・ベンツ・SLS AMG は M156 をベースに M159 と呼ばれるエンジンが搭載された。最高出力は 420 kW (571 PS) に増加し、最大トルクは 650 Nm に達した。アルミニウムのクランクケース、マグネシウムのインテーク、鍛造ピストン、ドライサンプ方式が採用された。市販車への搭載はSLSのみで終了したが、GT3規定で戦うAMG GT3にはトルク特性や性能調整を考慮した結果、当エンジンを継続使用していたが、レギュレーション改定の結果、市販車に搭載されていないエンジンの使用が禁止されたことから、ホモロゲーション期限となる26年限りでの退役が決まっている。